# Gregoria Francisca de Santa Teresa
Gregoria de la Parra y Queinogue, más conocida como sor Gregoria Francisca de Santa Teresa (Sevilla, 9 de marzo de 1653 - 27 de abril de 1736), tuvo vocación religiosa precoz e ingresó en el convento de las Carmelitas Descalzas con quince años. Sin aprendizaje académico, escribía versos y exclamaciones. Su nombre lo tomó de Santa Teresa de Jesús, fundadora de dicha orden religiosa.

## Familia
Sor Gregoria Francisca procedía de una buena familia, hija de D. Diego García de la Parra, bachiller en derecho y nacido en Sevilla, y de Dña. Francisca Antonia de Queinogue, hija de padres flamencos. Fueron padres de diez hijos, de los cuales Gregoria fue su primogénita.

## Biografía
Todos los datos biográficos lo sabemos por dos obras escritas por el famoso Diego de Torres Villarroel, catedrático de matemáticas en Salamanca y afamado escritor de la época. El confesor de sor Gregoria Francisca, Fray Julián de San Joaquín, facilitó la documentación biográfica que la propia monja había escrito por deseo expreso de su confesor. En esta documentación se incluía toda la vida y parte de la obra.
Como señala el título de los tomos de Diego de Torres Villarroel, Gregoria Francisca de Santa Teresa tuvo una vida ejemplar, se le suponen varios hechos milagrosos a lo largo de su vida.

## Obra
En la obra Vida ejemplar de la venerable madre Gregoria Francisca de Santa Teresa, publicada por Diego Torres de Villarroel en 1738, podemos ver inserta, además de la biografía supuestamente manuscrita por la religiosa, las piezas líricas que se conservan y un número considerable de exclamaciones. Este libro, inicialmente destinado al ámbito conventual, trascendió al gran público, siendo considerada Gregoria Francisca como una aventajada discípula de la propia Santa Teresa de Jesús. 
Existe un manuscrito recensior datado en el siglo XVIII con algunas poesía de la religiosa (BNE 10924).
En 1865, el hispanista francés Antoine de Latour, editó un libro con sus poesías antecedida por una breve nota biográfica.